# Aeluropus
Aeluropus là một chi thực vật có hoa trong họ Hòa thảo (Poaceae).

## Loài
Chi Aeluropus gồm các loài: